# Powiat Groß Strehlitz
Powiat Groß Strehlitz (niem. Landkreis Groß Strehlitz) – dawna pruska, a później niemiecka jednostka terytorialna średniego szczebla (odpowiednik powiatu ziemskiego) z siedzibą w Strzelcach Opolskich. Powstała w 1743 roku i wchodziła w skład rejencji opolskiej. Istniała do końca II wojny światowej.
W skład powiatu wchodziły trzy miasta: Strzelce Opolskie (Groß Strehlitz), Leśnica (Leschnitz) i Ujazd (Ujest) oraz 84 gminy.

## Sąsiednie powiaty
- powiat Neustadt O.S.
- powiat Oppeln
- powiat Lublinitz
- powiat Tost-Gleiwitz
- powiat Cosel